# 竹内淳 (物理学者)
竹内 淳（たけうち あつし、1960年（昭和35年） - ）は、日本の物理学者。早稲田大学先進理工学部応用物理学科教授。専門は半導体物理学。講談社ブルーバックスから「高校数学でわかる～」と題された優れた物理学・数学の入門書を多数出版している。2011年（平成23年）2月の時点で「高校数学でわかる～」シリーズは累計15万部である。

## 略歴
- 1960年（昭和35年）徳島県生まれ
- 1978年（昭和53年）徳島県立城南高等学校卒業
- 1983年（昭和58年）3月 - 大阪大学基礎工学部物性物理工学科卒業
- 1985年（昭和60年）3月 - 大阪大学大学院基礎工学研究科博士前期課程修了
- 1985年（昭和60年）4月 - 富士通研究所入社
- 1992年（平成4年） - 博士（理学）の学位を取得
- 1997年（平成9年）3月 - 富士通研究所退職
- 1997年（平成9年）4月 - 早稲田大学理工学部助教授
- 2002年（平成14年）4月 - 早稲田大学理工学部教授

## 著書

### 単著
- 『物理が苦手になる前に』岩波書店〈岩波ジュニア新書〉、2001年1月。ISBN 4-00-500365-6。
- 『高校数学でわかるマクスウェル方程式　電磁気を学びたい人、学びはじめた人へ』講談社〈ブルーバックス B-1383〉、2002年9月。ISBN 4-06-257383-0。
- 『高校数学でわかるシュレディンガー方程式　量子力学を学びたい人、ほんとうに理解したい人へ』講談社〈ブルーバックス B-1470〉、2005年3月。ISBN 4-06-257470-5。
『高校数学でわかるシュレディンガー方程式』数値計算用Excelデータ
- 『今日から使える電磁気学』講談社〈今日から使えるシリーズ〉、2006年5月。ISBN 4-06-155659-2。
- 『高校数学でわかる半導体の原理　電子の動きを知って理解しよう』講談社〈ブルーバックス B-1545〉、2007年3月。ISBN 978-4-06-257545-4。
- 『高校数学でわかるボルツマンの原理　熱力学と統計力学を理解しよう』講談社〈ブルーバックス B-1620〉、2008年11月。ISBN 978-4-06-257620-8。
- 『高校数学でわかるフーリエ変換　フーリエ級数からラプラス変換まで』講談社〈ブルーバックス B-1657〉、2009年11月。ISBN 978-4-06-257657-4。
- 『物理を知れば世の中がわかる』PHP研究所〈PHPサイエンス・ワールド新書 020〉、2010年5月。ISBN 978-4-569-77960-7。
- 『高校数学でわかる線形代数　行列の基礎から固有値まで』講談社〈ブルーバックス B-1704〉、2010年11月。ISBN 978-4-06-257704-5。
『高校数学でわかる線形代数』「ガウスの消去法」のエクセルファイル

### 共著
- 早稲田大学理工学部応用物理学科『応用物理の最前線　エジソン効果から超高速現象まで』講談社〈ブルーバックス B-1450〉、2004年7月。ISBN 4-06-257450-0。

### 著書サポートページ
- 『物理が苦手になる前に』
- 『高校数学でわかるシュレディンガー方程式』
- 『今日から使える電磁気学』
- 『高校数学でわかる半導体の原理』
- 『高校数学でわかるボルツマンの原理』
- 『高校数学でわかるフーリエ変換』
- 『物理を知れば世の中がわかる』
- 『高校数学でわかる線形代数』